# Locas Mujeres
Locas Mujeres es una película documental dirigida por María Elena Wood, que retrata la vida de la poetisa chilena Gabriela Mistral y su relación con Doris Dana.   El documental se adentra además, a través de varios recursos audiovisuales, en distintos detalles de la historia de Gabriela Mistral.
El título del documental hace referencia al conjunto de textos con el mismo nombre, que aparecen en el poemario Lagar, publicado en 1954. 